# Алтин Хаджи
Алтин Хаджи (на албански: Altin Haxhi) е бивш албански футболист и бивш национал на албанския национален отбор. От 15 януари 2020 започва работа като скаут към академията на ЦСКА.

## Състезателна кариера

### Литекс Ловеч
Привлечен е в отбора на Литекс през лятото на 1998 г. от гръцкия Панахайки (Патра) за заместник по левия фланг на трансферирания в Турция Ивайло Петков. Дебют за „оранжевите“ прави на 22 юни 1998 г. за победата с 2:0 в мач от I предварителен кръг на Шампионската лига срещу шведския Халмстадс. Дебютът му в А група е на 8 август 1998 и е увенчан с гол срещу Локомотив Сф. за победата с 3:1. Изключително бърз и техничен, албанският национал се превръща в най-добрия халф-бек в българското първенство за сезон 1998 – 99 като печели също и приза за чужденец №1. В двата сезона в които носи екипа на Литекс Хаджи изиграва общо 65 официални срещи в които отбелязва впечатляващите за защитник 13 гола. Последният му мач за ловчанлии е на 9 юни 2000 г. в последния 30 кръг на А група при победата над ЦСКА с 3:2. След края на сезона Хаджи е трансфериран в гръцкия Ираклис Солун. Избран е в „Идеалния отбор на Литекс за десетилетието“, а името му е записано в Алеята на славата на ловешкия клуб.

## Успехи
Литекс (Ловеч)
- Шампион (1): 1998/99